# Statzendorf
Statzendorf – gmina w Austrii, w kraju związkowym Dolna Austria, w powiecie Saint Pölten-Land. Według Austriackiego Urzędu Statystycznego gmina liczyła 1443 mieszkańców (1 stycznia 2020).

## Geografia
Gmina Statzendorf to następujące miejscowości:
- Absdorf - 537 mieszk - 1,17 km²
- Kuffern - 338 mieszk - 5,07 km²
- Rottersdorf - 211 mieszk - 2,70 km²
- Statzendorf - 313 mieszk - 2,91 km²
- Weidling - 44 mieszk - 0,61 km²

## Polityka[1]
Ostatnie wybory lokalne były w Statzendorf w 2020. Od 9 marca 2020:
- Herbert Ramler z ÖVP jest burmistrzem gminy
- Franz Siedler z GUBL jest zastępcą burmistrza
- 19 mandatów w Radzie Miejskiej:
  - Sozialdemokratische Partei Österreichs (SPÖ) - 9
  - Österreichische Volkspartei (ÖVP )- 8
  - Gerechte Independent Citizens List (GUBL) - Niezależni - 2

Poprzednim burmistrzem Statzendorf był Gerhard Reithmayr ze SPÖ.